# Parc Nacional de Kasungu
El Parc Nacional de Kasungu és un parc nacional de Malawi. Es troba a l'oest de Kasungu, a la Regió Central, a uns 175 km al nord de Lilongwe, i s'estén al llarg de la frontera amb Zàmbia.
El Parc Nacional de Kasungu va ser creat el 1970. Amb 2.316 km2, és el segon parc més gran de Malawi, després del Parc Nacional de Nyika. Està situat a una altitud mitjana de 1.000 metres sobre el nivell del mar. El parc sol estar tancat durant el març, durant l'estació humida. Les temperatures hi són més altes de setembre a maig i més fresques de juny a agost. Durant els mesos d'estiu un gran nombre i varietats d'ocells migren al parc i la seva observació és pràctica habitual entre juny i setembre.

## Flora i fauna
La vegetació és essencialment la de sabana de miombo, que correspon a l'ecoregió de boscos de miombo del Zambeze Central, travessada per canals herbosos humits que formen el que localment s'anomena dambos. Diversos rius flueixen pel parc, en particular el Dwangwa i el Lingadzi i el seu afluent, el Lifupa, que constitueixen una zona d'observació d'hipopòtams. Kasungu és conegut per la seva població d'elefants, tot i que la caça furtiva en suposa una important amenaça. També hi ha poblacions d'antílops sable, antílops equins, cudus, impales, búbals, zebres i búfals africans. Entre els depredadors que es poden trobar al parc nacional de Kasungu hi ha les hienes, gossos salvatges africans i servals. Es pensava que el guepard sud-africà s'havia extingit a finals de la dècada de 1970.
Des de l'any 2005 l'àrea protegida és considerada Unitat de Conservació del Lleó.